# Strangalia panama
Strangalia panama är en skalbaggsart som beskrevs av Di Iorio 2002. Strangalia panama ingår i släktet Strangalia och familjen långhorningar.
Artens utbredningsområde är Panama. Inga underarter finns listade i Catalogue of Life.